# Новокузнецкий драматический театр
Новокузнецкий драматический театр — государственное автономное учреждение культуры в городе Новокузнецке Кемеровской области, один из старейших театров Кузбасса, важный центр культурной жизни города. Расположен в специально построенном здании на проспекте Металлургов, дом 28.

## История
В августе 1931 городская газета напечатала заметку под заголовком «На Кузнецкстрое будет театр». Для этого был срочно переоборудован Центральный клуб им. Р. Эйхе. Организации профессионального театра в городе содействовала известная провинциальная актриса и режиссёр Лина Самборская. Группа состояла из 60 человек, был сформирован симфонический оркестр из 15 музыкантов. В сентябре 1932 начался подготовительный репетиционный период. Но вскоре помещение сгорело. За 200 дней кузнецкстроевцы построили новое здание на 1200 мест на площади Побед (напротив КМК, ныне в здании расположен театр металлургов), официально открывшееся 6 ноября 1933 спектаклем «Интервенция» по пьесе Льва Славина. В репертуаре преобладала хорошая драматургия — как классическая, так и современная. Самым первым в Сибири театр обратился к трагедии А. С. Пушкина «Борис Годунов», пьесе А. П. Чехова «Иванов».

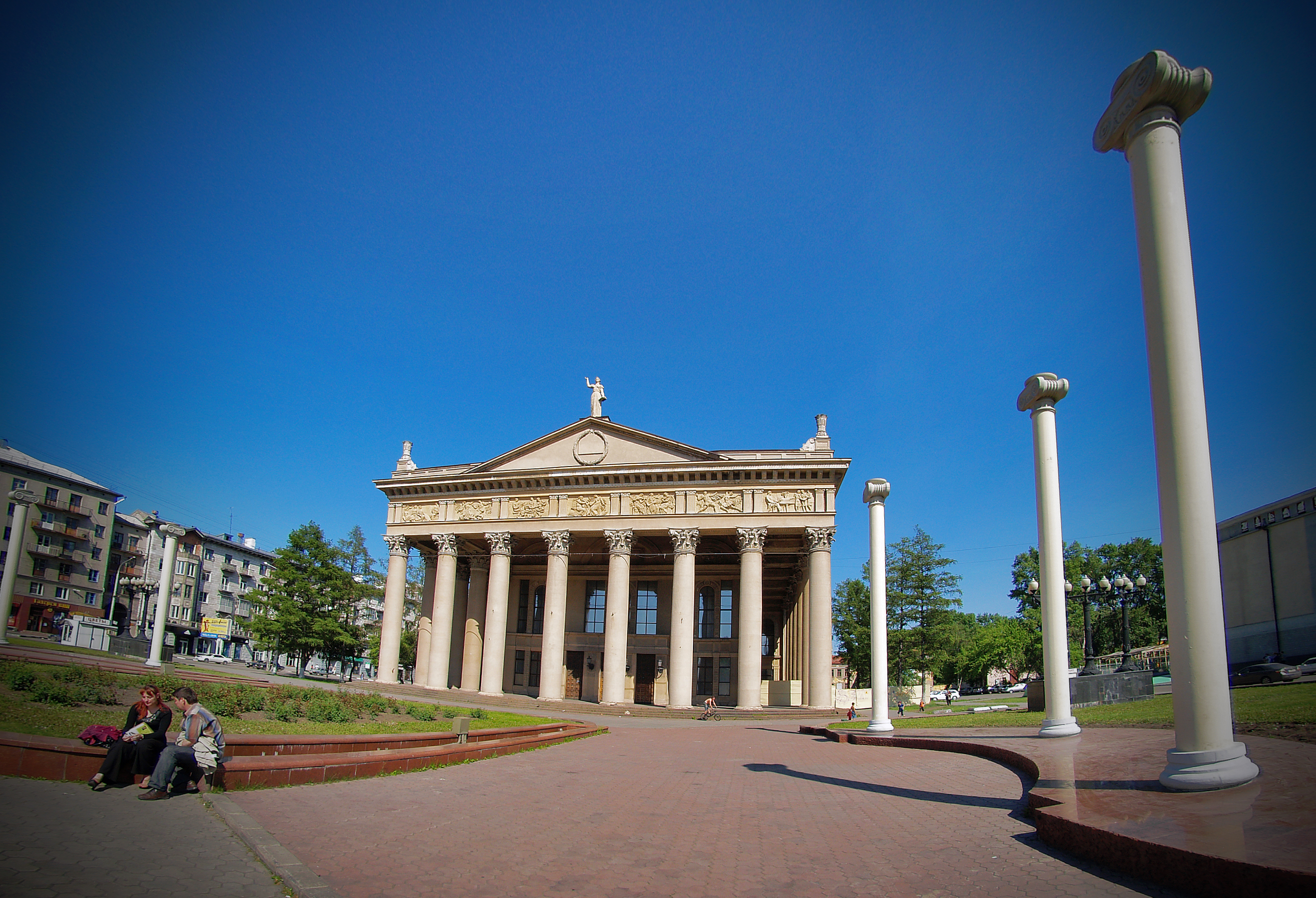
Новокузнецкий драматический театр. Фото 2009 года.

В годы Великой Отечественной войны Новокузнецкий драматический театр уступил свою сценическую площадку театрам из Москвы, центра России, Украины, и коллектив перенёс свою творческую деятельность в Ленинск-Кузнецкий, не растеряв при этом ни зрителя, ни художественного задора. Новое здание, выстроенное по специальному проекту в имперском классическом стиле, театр получил лишь через 30 лет после основания — 7 января 1963 года на перекрёстке улиц Кирова и Металлургов. Причем изначально он задумывался как оперно-драматический театр, но уже в ходе строительства был сокращён до просто драматического.
В течение самых разных периодов своей творческой жизни театр всегда стремился быть на уровне отражения острых современных проблем, высоких художественных принципов и задач. При этом развитие театра шло и традиционными, и экспериментальными путями.
Режиссёры, работавшие в театре: Борис Глаголин, Иосиф Радун (1972—1973), Юрий Погребничко, Александр Ищенко, Николай Воложанин, Валентин Ткач, Валерий Пашнин, Александр Славутский, Олег Пермяков и др. Чрезвычайно обширна и значима гастрольная карта театра: Москва, Санкт-Петербург, Рига, Ташкент, Баку и многие другие города России и Ближнего зарубежья.
3 февраля 1973 года по приглашению дирекции театра Новокузнецкой драмы из Москвы из театра на Таганке приглашены артисты Высоцкий В. С. и Войтенко В. И., которые работали с 4 по 8 февраля 1973 года с концертной программой «Драматическая песня».
Участие театра в фестивальном движении России и региона неизменно сопровождалось успехом у зрителей, высокой оценкой театроведов и достойными наградами жюри.
В 2007 году в соответствии с федеральной программой началась реконструкция театрального здания, в основе проекта — сохранение исторической ценности его архитектуры. В этот период театр продолжал свою творческую деятельность. Спектакли игрались в декорационном зале театра, вмещавшим в себя около 120 зрителей. В октябре 2010 года театр открылся обновлённым премьерным спектаклем «Зойкина квартира» по пьесе М. Булгакова. Количество мест в зрительном зале: 618.

## Репертуар
- 1996 — «Укрощение строптивой» Шекспир
- 1998 — «Цианистый калий с молоком… или без?» Х. А. Мильян
- 2000 — «Полоумный Журден» М. А. Булгаков
- 2001 — «Мёртвые души» Н. В. Гоголь
- 2001 — «Сон в летнюю ночь» Шекспир
- 2002 — «Шесть персонажей в поисках автора» Л. Пиранделло
- 2002 — «Вишнёвый сад» А. П. Чехов
- 2002 — «Къоджинские перепалки» Карло Гольдони
- 2003 — «Антигона» Ж. Ануя
- 2003 — «Гроза» А. Н. Островский
- 2004 — «Чайка» А. П. Чехов
- 2005 — «Гамлет» Шекспир
- 2005 — «Игроки» Н. В. Гоголь
- 2007 — «Собака на сене» Лопе де Вега
- 2008 — «На всякого мудреца довольно простоты» А. Н. Островский
- 2009 — «Дуэль» А. П. Чехов
- 2010 — «Дом Бернарды Альбы» Ф. Гарсиа Лорка
- 2010 — «Зойкина квартира» М. Булгаков
- 2010 — «Старший сын» А. Вампилов
- 2010 — «Плутни Скапена» Мольер
- 2011 — «Волки и овцы» А. Н. Островский
- 2011 — «Откровенные полароидные снимки» Марк Равенхилл
- 2012 — «Дон Жуан» Мольер
- 2013 — «Слуга двух господ» Карло Гольдони
- 2013 — «Таланты и поклонники» А. Н. Островский
- 2014 — «Иванов» А. П. Чехов
- 2015 — «Трамвай „Желание“» Теннесси Уильямс
- 2015 — «Господа Головлёвы» М. Е. Салтыков-Щедрин
- 2018 — «Ганди молчал по субботам» Анастасия Букреева

Для детей
- 2003 — «Дюймовочка» Х. К. Андерсена
- 2004 — «Муха-цокотуха» Коренея Чуковского
- 2005 — «Питер Пэн» Дж. М. Барри
- 2011 — «Приключения Винни Пуха» А.Милн
- 2012 — «Бременские музыканты» Ю. Энтин, В. Ливанов
- 2013 — «Кот в сапогах» Б.Синкин
- 2013 — «Летучий корабль» К.Тихонова

## Сотрудники
- Александров, Сергей Павлович — художник (1950—1963)
- Патраков, Александр Михайлович — художник (1973)
- Сорочайкина, Елена Анатольевна — художник (2016)
- Сафонов, Станислав Николаевич — народный артист РФ (2006) (1976—2015)

### Режиссёры
В разные годы режиссёрами театра были: Борис Великанов, Борис Глаголин, Иосиф Радун, Юрий Погребничко, Александр Ищенко, Николай Воложанин, Валерий Шапкин, Валентин Ткач, Валерий Пашнин, Александр Славутский, Олег Пермяков, Сергей Болдырев, Ринат Фазлеев, Пётр Шерешевский, Павел Подервянский и Андрей Черпин и др.

## Награды и премии
- Лауреат фестиваля «Сибирский транзит»
- Лауреат фестиваля «55-летие Великой Победы» в Волгограде
- Лауреат V международного фестиваля «Театр без границ» в Магнитогорске (спектакль «Мёртвые души», номинация «За целостность зрительно-пластического образа»)
- Лауреат фестиваля «Кузбасс театральный»
- Дипломант фестиваля «Ново-Сибирский транзит»
- Победитель конкурса «Брэнд Кузбасса 2010»
- Победитель в 4-х номинациях областного фестиваля «Кузбасс-театральный» (спектакль «Дуэль»)
- Дипломант фестиваля «Золотая маска» «Маска плюс» — спектакль «Иванов», (2014)
- Лауреат фестиваля театра малых городов России — (спектакль «Иванов» — Гран-при «Лучший спектакль большой сценической формы» (2015)
- Дипломант фестиваля «Золотая маска» «Маска плюс» (спектакль «Муму» (2015)

## Галерея

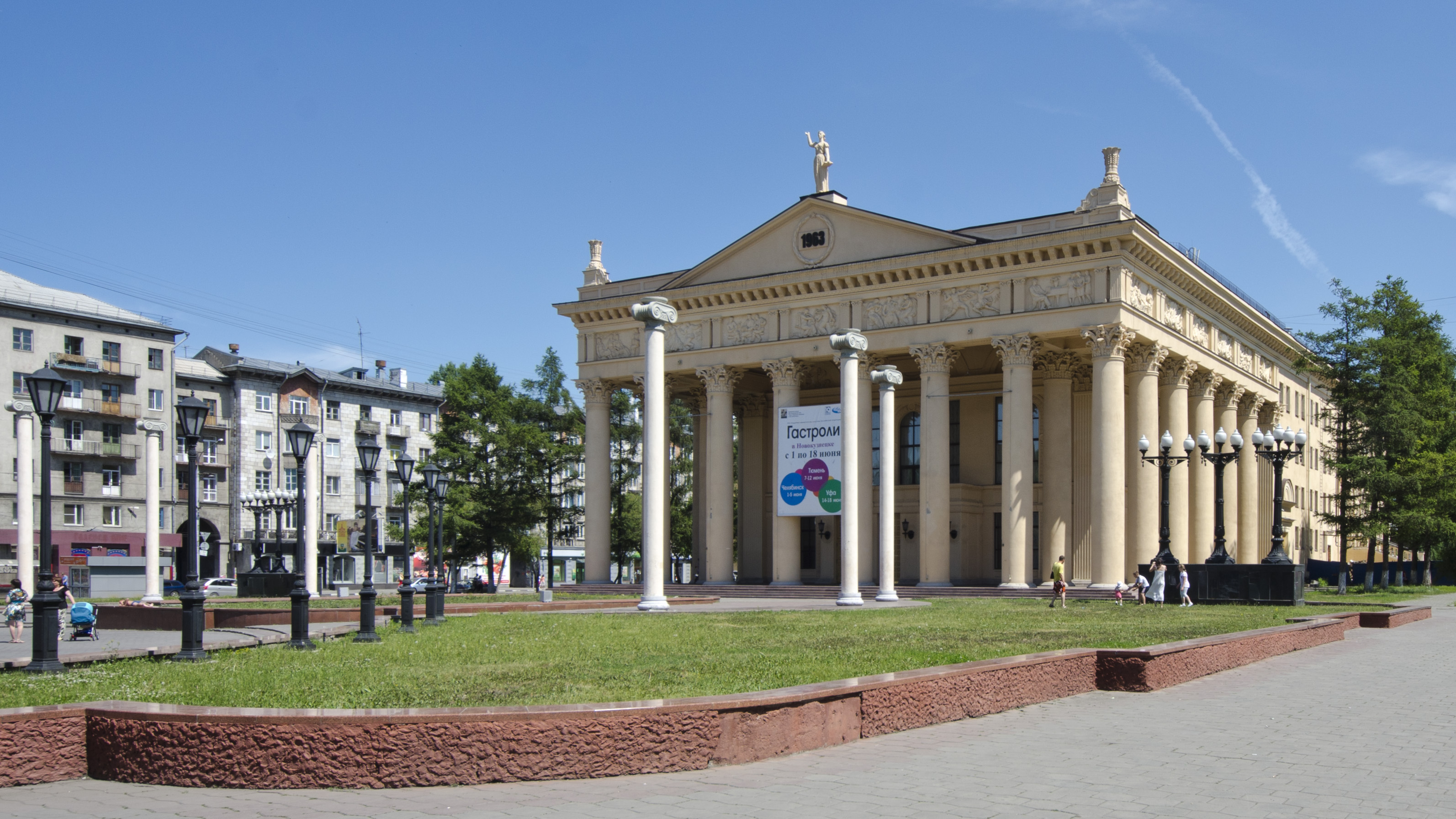
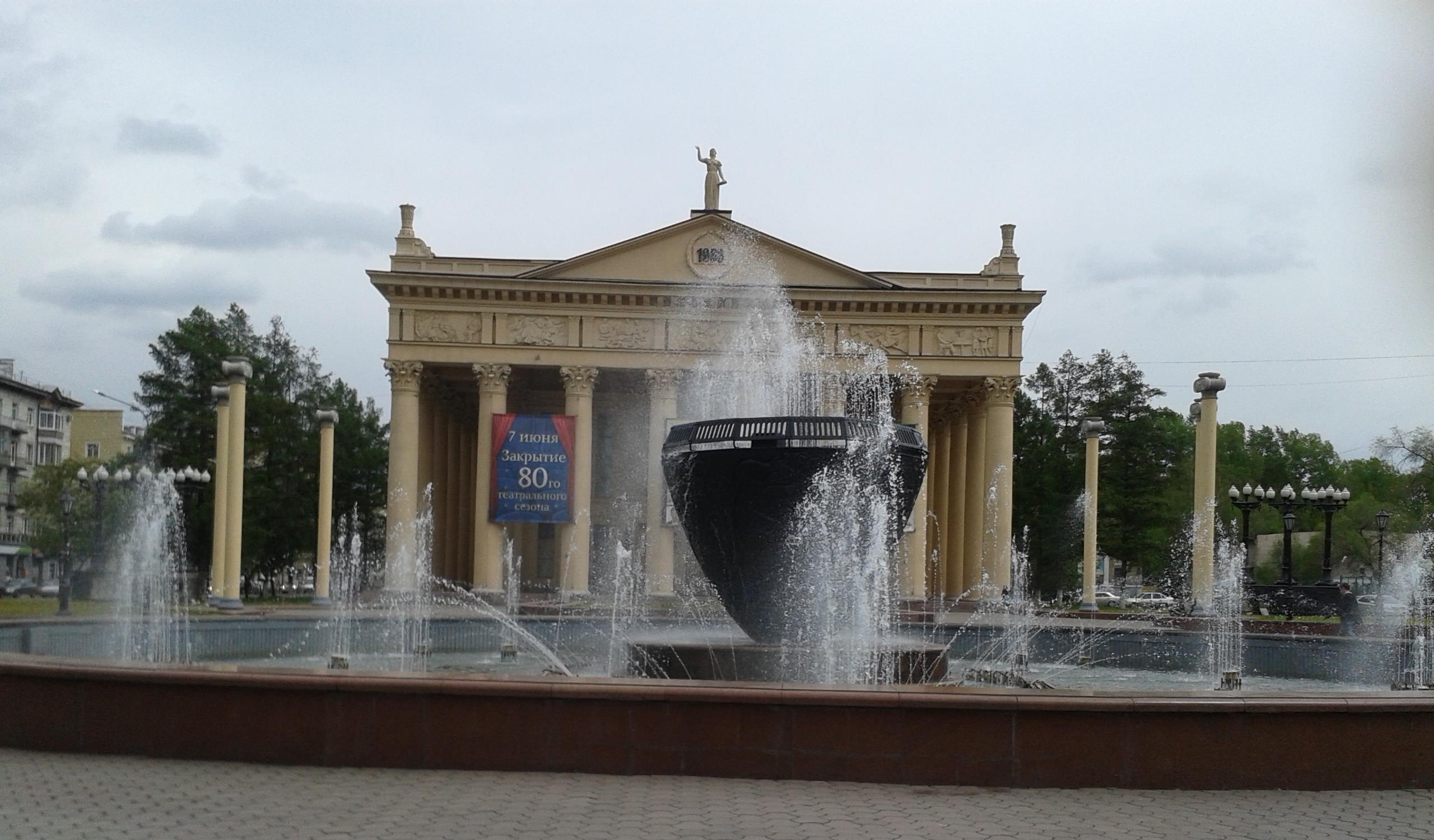
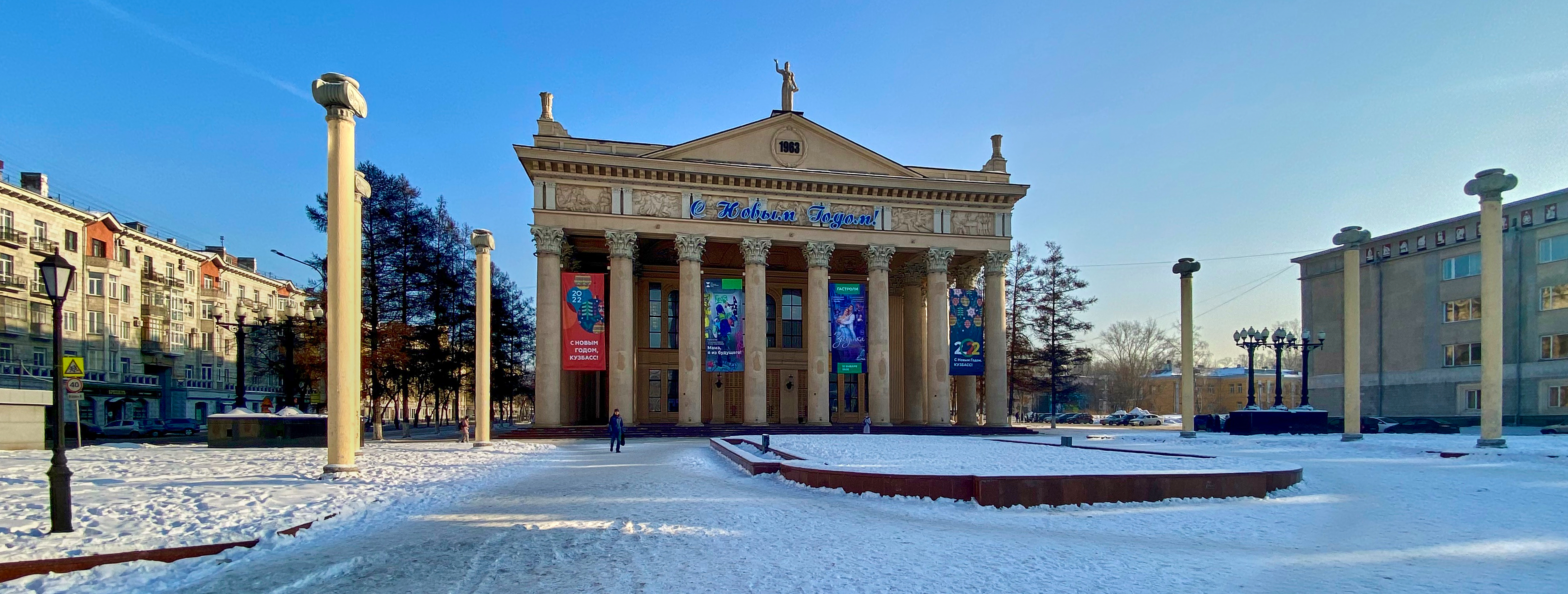
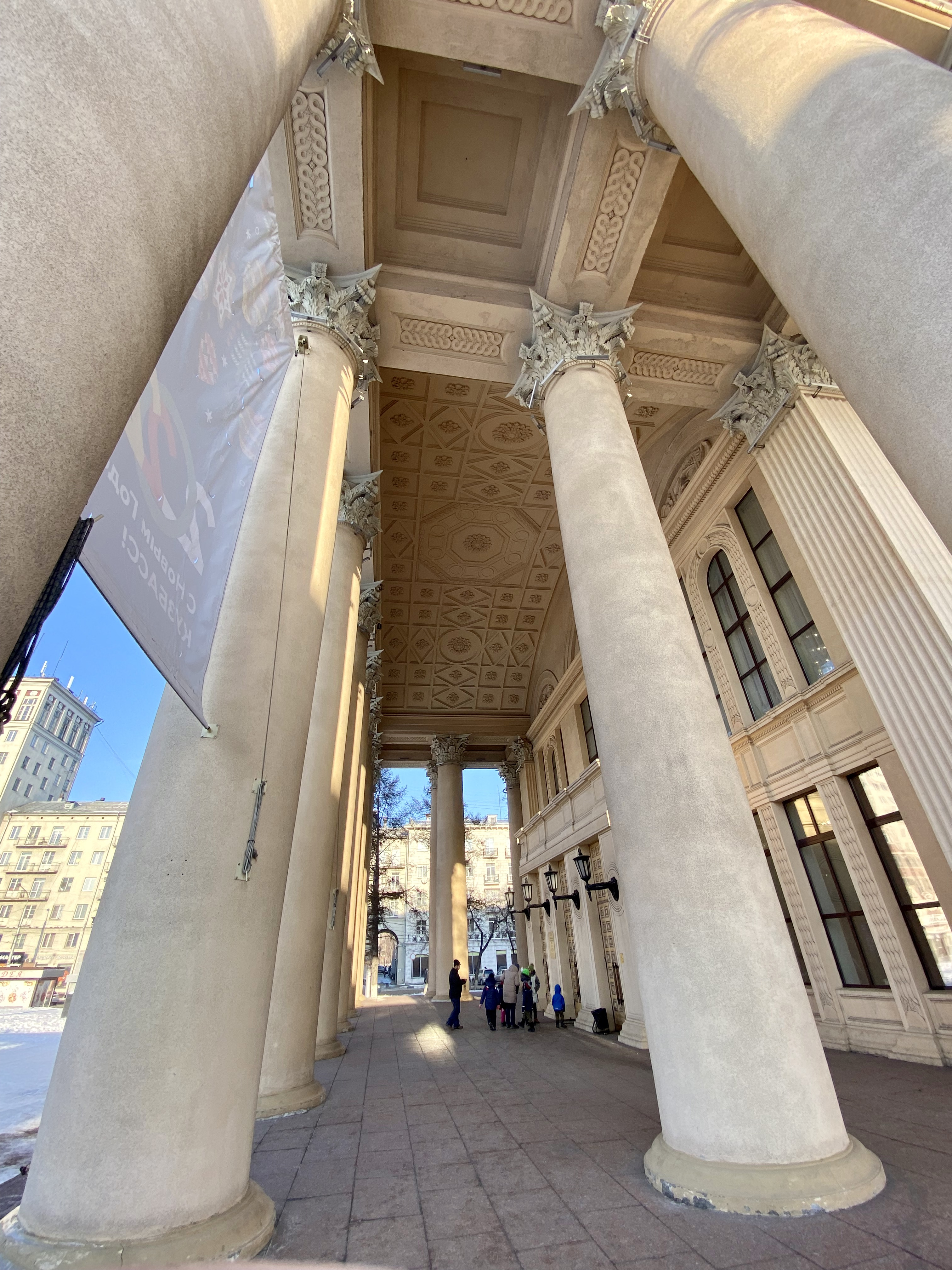
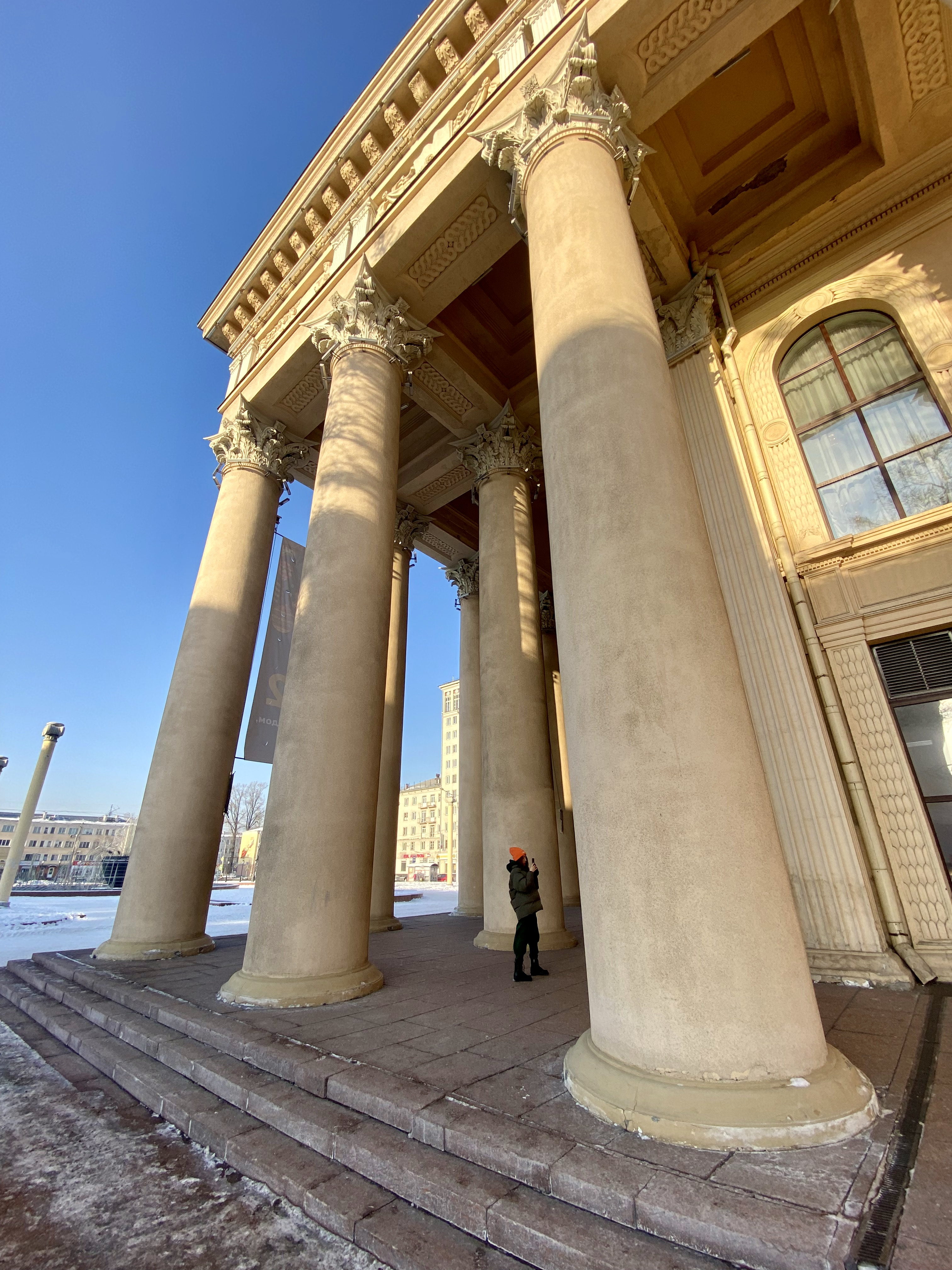